# Lode (Cambridgeshire)
Lode ist ein kleines Dorf in East Cambridgeshire am Südende der Fens. Es liegt nördlich der B1102 zwischen Quy und Swaffham Bulbeck, 13 km (8 Meilen) nordöstlich von Cambridge. Die kleinere Ansiedlung Long Meadow gehört als Ortsteil zur Gemeinde Lode und liegt östlich entlang der B1102. 

## Name
Ein Lode ist ein künstlicher Kanal für die Entwässerung der Fens, die bereits zur Römerzeit durchgeführt wurde. Der Name des Dorfes kommt von seiner Lage am Südende des Bottisham Lode, der in den Fluss Cam fließt.

## Geschichte
Lode ist eine vergleichsweise junge Gemeinde, weil sie erst 1894 von Bottisham abgetrennt worden ist.

## Anglesey Abbey
Lode ist vor allem durch die sehenswerte Anglesey Abbey bekannt, einem früheren Herrenhaus der Familie von 1. Baron Fairhaven. Auf dem dem National Trust gehörenden öffentlich zugänglichen Gelände gibt es auch eine funktionsfähige Wassermühle. 

## Kirche
Die heutige Kirche wurde von Reverend Hailstone, dem damaligen Besitzer und Bewohner von Anglesey Abbey, gebaut und 1853 geweiht. Der Vicar dieser Kirche kam in den folgenden 80 Jahren aus dieser Familie.

## Dorfleben
Kinder gehen auf die Bottisham Community Primary School und anschließend meist auf das Bottisham Village College. Abschließend können sie auf eins der Further Education Sixth Form Colleges in Cambridge gehen.

## Bekannte Dorfbewohner

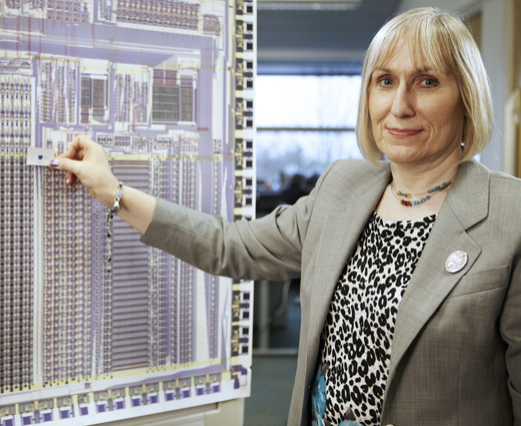
Sophie Wilson

- Sophie Wilson (* 1957), geboren als Roger Wilson, transsexuelle Informatikerin

## Nachbardörfer
- Stow-Cum-Quy oder Quy liegt im Westen entlang der B1102 etwa 3 km entfernt.
- Bottisham, 1,5 km südlich.
- Swaffham Bulbeck 3 km östlich auf dem Weg nach Swaffham Prior.
- Reach and Burwell liegen noch weiter östlich.